# Tolstrup (parochie, Brønderslev)
Tolstrup is een parochie van de Deense Volkskerk in de Deense gemeente Brønderslev. De parochie maakt deel uit van het bisdom Aalborg en telt 768 kerkleden op een bevolking van 369 (2004). Historisch hoorde de parochie tot de herred Børglum. In 1970 werd de parochie opgenomen in de nieuw gevormde gemeente Brønderslev.
Agersted · Aså · Brønderslev · Dorf · Dronninglund · Hallund · Hellevad · Hellum · Hjallerup · Jerslev · Melholt · Mylund · Ørum · Øster Brønderslev · Øster Hjermitslev · Serritslev · Stenum · Tise · Tolstrup · Voer